# Polly
Polly és una cançó dels Nirvana, un grup musical d'estil grunge. És la sisena cançó del disc Nevermind, de l'any 1991.

## Història
En Kurt va escriure la cançó cap al 1988. Les cançons Polly i About a Girl són les primeres incursions del cantant, en Kurt Cobain, en l'escriptura de melodies de música pop. En el disc de debut del grup, Bleach, el 1989, van descartar la cançó. En Cobain creia que no era prou adient per al so grunge del grup en aquells temps. No obstant això, dos anys més tard va trobar el seu lloc en el segon disc del grup, Nevermind, i va formar part dels concerts del grup fins a la mort d'en Cobain i la dissolució del grup, a l'abril del 1994.

## Sentit de la cançó
Polly es fonamenta en una història real. Una nena menor d'edat que fou víctima d'una violació a Tacoma, Washington. La nena va veure el violador com una persona i se'n va guanyar la confiança. Aprofitant un descuit del violador, la víctima es va poder escapar. En Kurt va llegir la història en un diari, li va impressionar tant que va decidir escriure'n una cançó. El fet que més impacta de la cançó és que en Cobain es posa en el paper del segrestador.

## Versions
La versió acústica que hi ha en el disc Nevermind és la més popular. Tot i això, hi ha fins a vuit versions diferents que s'han llançat oficialment:
- Una versió elèctrica enregistrada en un concert del final de l'any 1991, surt com a Cara B en algunes de les  versions del senzill In Bloom, del 1992.
- Una altra versió elèctrica d'estudi enregistrada per a la BBC a final del 1991. Surt en una recopilació d'estranyeses del 1992, Incesticide (aquesta versió es va dir (New Wave) Polly perquè tenia un tempo més ràpid).
- Una versió acústica en directe enregistrada en la presentació del grup a MTV Unplugged del 1993. Surt en el disc pòstum anomenat MTV Unplugged in New York. En la versió hi toquen en Pat Smear i la Lori Goldston, la segona guitarra i el violoncel respectivament.
- Una versió elèctrica de la presentació que va fer el grup el 31 d'octubre del 1991 al teatre Paramount de Seattle. Surt en el vídeo del 1994 Live! Tonight! Sold Out!!.
- Una versió elèctrica d'una presentació de la gira dels Nirvana per Europa a final del 1991. Surt en el documental 1991: The Year Punk Broke.
- Una versió elèctrica de final del 1989. Surt en la recopilació del 1996 From the Muddy Banks of the Wishkah.
- Una mostra acústica casolana que surt en l'estoig del 2004, With the Lights Out.
- Una mostra elèctrica d'estudi del 1989. També surt a With the Lights Out.

## Una altra violació
En els anys posteriors a la cançó, dos criminals van raptar una noia i la van violar mentre sentien la cançó Polly de fons. En Cobain ho va saber i va repudiar-los. A més, va incorporar un comentari final sobre això en el disc Intersticide. 

## Curiositats
- Txad Channing toca els platerets en la versió de Nevermind. No va sortir als títols de crèdit de les notes de l'àlbum, però va rebre alguns diners per participar-hi.

- D'acord amb la biografia d'en Cobain que va escriure Charles Cross, Heavier Than Heaven, en Bob Dylan es va commoure en sentir Polly en un concert. El que va dir sobre  en Cobain fou: "Aquest noi té bon cor".

- El crític musical Greil Marcus, va suggerir que Polly és hereva de la cançó Pretty Polly, una balada enregistrada el 1927.

## Participants
- Kurt Cobain: Guitarra acústica i veu principal.
- Krist Novoselic: Baix.
- Dave Grohl: Cors.
- Chad Channing: Bateria .